# قتل جاسمین فیوره
قتل جاسمین فیوره (انگلیسی: Jasmine Fiore) در ۱۵ اوت ۲۰۰۹ اتفاق افتاد. فیوره مدلی اهل سانتا کروز، کالیفرنیا کشور ایالات متحده آمریکا بود. جسد وی که خفه شده و در چمدانی گذاشته شده بود در ۱۵ اوت ۲۰۰۹ کشف شد. برای جلوگیری از تشخیص باقی ماندهٔ او زخمی شده بود. او در نهایت با شماره سریال ایمپلنت‌های پستانش شناسایی شد. فیوره در زمان مرگش بیست و هشت‌ساله بود. شوهرش، یک شرکت‌کنندهٔ پیشین در تلویزیون ریلیتی، رایان الکساندر جنکینز، تنها مظنون بود و به‌طور رسمی به قتل متهم شد.در ۲۳ اوت ۲۰۰۹ جنکینز در حالی که مرده بود در اتاق هتلی در شهر هوپ ایالت بریتیش کلمبیای کانادا پیدا شد. او ۳۲ ساله بود.